# The Definitive Collection (álbum de ABBA)
| Críticas profissionais                                                      | Críticas profissionais |
| Avaliações da crítica                                                       | Avaliações da crítica  |
| Fonte                                                                       | Avaliação              |
| --------------------------------------------------------------------------- | ---------------------- |
| Allmusic                                                                    | [ 1 ]                  |
| Esta tabela precisa de ser acompanhada por texto em prosa. Consulte o guia. |                        |

The Definitive Collection é uma coletânea de 2001 de todos os singles lançados pelo grupo pop sueco ABBA. Consistia em dois discos: o primeiro com os singles de 1972-79 ("People Need Love" até "Does Your Mother Know"), e o segundo incluindo os singles de 1979-82 ("Voulez-Vous" até "Under Attack"), com as faixas listadas em ordem cronológica. A principal exceção é a faixa "Thank You for the Music", que, apesar de ter sido escrita e gravada em 1977, foi lançada como single (principalmente no Reino Unido) em 1983, depois que a banda se separou. Aparece no disco dois, junto com duas faixas bônus, "Ring Ring" (remix single de 1974 no Reino Unido), e "Voulez-Vous" (remix estendido feito para divulgação junto a DJs nos EUA em 1979). A versão australiana de The Definitive Collection adiciona mais duas faixas bônus: "Rock Me" e "Hasta Mañana". O remix de 1974 de "Ring Ring" é a primeira aparição em CD desta versão masterizada a partir da fita master original, depois que as fitas master do Reino Unido foram devolvidas à Polar Music pelos antigos licenciados britânicos, Epic Records. A aparição anterior da faixa em CD, em um box de 1999, foi feita a partir de um single de vinil.
The Definitive Collection é a única compilação do ABBA a incluir todos os singles britânicos de 1973 a 1983. Os quatro singles "não oficiais" do Reino Unido do ABBA estão incluídos, sendo o remix de 1974 de "Ring Ring", "Angeleyes", "Lay All Your Love on Me" e "Thank You for the Music". Um "single não oficial" é um que não foi lançado pela gravadora do ABBA, Polar Music, em nenhum país escandinavo.
The Definitive Collection substituiu uma antiga coleção de singles do ABBA intitulada The Singles: The First Ten Years, lançada em 1982.
Um DVD também chamado The Definitive Collection foi lançado em 2002 e inclui todos os vídeos do ABBA, além de cinco vídeos bônus e uma galeria de fotos. Nos EUA, o conjunto de 2 CDs foi incluído no DVD.
Em 2003, o álbum ficou em 179º lugar na lista dos 500 melhores álbuns de todos os tempos da revista Rolling Stone, mantendo a classificação em uma lista revisada de 2012.
O álbum foi relançado em 2012 como The Essential Collection com uma capa diferente. Esta versão removeu as faixas bônus, mas adicionou quatro faixas para as quais havia vídeos promocionais: "Bang-A-Boomerang", "That's Me", "One Man, One Woman" e "Happy New Year". Estas faixas foram incluídas cronologicamente e, adicionalmente, "Thank You for the Music" foi transferido do final do álbum para o seu lugar cronológico depois de "Eagle". A coleção foi lançada como um conjunto de dois CDs, um DVD e um conjunto de três discos, incluindo o DVD e os dois CDs.

## Lista de faixas

### Disco 1
| No. | Título                                         | Duração |
| --- | ---------------------------------------------- | ------- |
| 1.  | "People Need Love"                             | 2:45    |
| 2.  | "He Is Your Brother"                           | 3:18    |
| 3.  | "Ring Ring"                                    | 3:04    |
| 4.  | "Love Isn't Easy (But It Sure Is Hard Enough)" | 2:53    |
| 5.  | "Waterloo"                                     | 2:47    |
| 6.  | "Honey, Honey"                                 | 2:55    |
| 7.  | "So Long"                                      | 3:05    |
| 8.  | "I Do, I Do, I Do, I Do, I Do"                 | 3:16    |
| 9.  | "SOS"                                          | 3:20    |
| 10. | "Mamma Mia"                                    | 3:32    |
| 11. | "Fernando"                                     | 4:14    |
| 12. | "Dancing Queen"                                | 3:51    |
| 13. | "Money, Money, Money"                          | 3:05    |
| 14. | "Knowing Me, Knowing You"                      | 4:01    |
| 15. | "The Name of the Game"                         | 4:52    |
| 16. | "Take a Chance on Me"                          | 4:05    |
| 17. | "Eagle"                                        | 4:27    |
| 18. | "Summer Night City"                            | 3:35    |
| 19. | "Chiquitita"                                   | 5:24    |
| 20. | "Does Your Mother Know"                        | 3:13    |
| 21. | "Rock Me" (Australian bonus track)             | 3:08    |
| 22. | "Hasta Mañana" (Australian bonus track)        | 3:11    |

### Disco 2
| N.  | Título                                                    | Duração |
| --- | --------------------------------------------------------- | ------- |
| 1.  | "Voulez-Vous"                                             | 5:08    |
| 2.  | "Angeleyes"                                               | 4:19    |
| 3.  | "Gimme! Gimme! Gimme! (A Man After Midnight)"             | 4:50    |
| 4.  | "I Have a Dream"                                          | 4:42    |
| 5.  | "The Winner Takes It All"                                 | 4:56    |
| 6.  | "Super Trouper"                                           | 4:13    |
| 7.  | "On and On and On"                                        | 3:42    |
| 8.  | "Lay All Your Love on Me"                                 | 4:34    |
| 9.  | "One of Us"                                               | 3:56    |
| 10. | "When All Is Said and Done"                               | 3:17    |
| 11. | "Head over Heels"                                         | 3:47    |
| 12. | "The Visitors (Crackin' Up)"                              | 5:46    |
| 13. | "The Day Before You Came"                                 | 5:51    |
| 14. | "Under Attack"                                            | 3:47    |
| 15. | "Thank You for the Music"                                 | 3:51    |
| 16. | "Ring Ring" (1974 UK single remix)(bonus track)           | 3:10    |
| 17. | "Voulez-Vous" (1979 US promo extended remix)(bonus track) | 6:07    |

### DVD
| 1.  | "Waterloo"                                                           |
| 2.  | "Ring Ring"                                                          |
| 3.  | "Mamma Mia"                                                          |
| 4.  | "SOS"                                                                |
| 5.  | "Bang-A-Boomerang"                                                   |
| 6.  | "I Do, I Do, I Do, I Do, I Do"                                       |
| 7.  | "Fernando"                                                           |
| 8.  | "Dancing Queen"                                                      |
| 9.  | "Money, Money, Money"                                                |
| 10. | "Knowing Me, Knowing You"                                            |
| 11. | "That's Me"                                                          |
| 12. | "The Name of the Game"                                               |
| 13. | "Take a Chance on Me"                                                |
| 14. | "Eagle"                                                              |
| 15. | "One Man, One Woman"                                                 |
| 16. | "Thank You for the Music"                                            |
| 17. | "Summer Night City"                                                  |
| 18. | "Chiquitita"                                                         |
| 19. | "Does Your Mother Know"                                              |
| 20. | "Voulez-Vous"                                                        |
| 21. | "Gimme! Gimme! Gimme! (A Man After Midnight)"                        |
| 22. | "On and On and On"                                                   |
| 23. | "The Winner Takes It All"                                            |
| 24. | "Super Trouper"                                                      |
| 25. | "Happy New Year"                                                     |
| 26. | "When All Is Said and Done"                                          |
| 27. | "One of Us"                                                          |
| 28. | "Head over Heels"                                                    |
| 29. | "The Day Before You Came"                                            |
| 30. | "Under Attack"                                                       |
| 31. | "When I Kissed the Teacher"                                          |
| 32. | "Estoy soñando" ("I Have a Dream")                                   |
| 33. | "Felicidad" ("Happy New Year")                                       |
| 34. | "No hay a quien culpar" ("When All Is Said and Done")                |
| 35. | "Dancing Queen" (Live at the Royal Swedish Opera, Stockholm, Sweden) |

## Créditos
- Agnetha Fältskog – vocais principais (faixas 9, 16, 19, 22, 25, 27, 30-31, 33, 35-37), co-vocal principal (faixas 1-8, 10, 12, 15, 17, 18, 20-21, 23-24, 29, 38-39), vocais de fundo
- Anni-Frid Lyngstad – vocais principais (faixas 11, 13-14, 26, 28, 32, 34), co-vocal principal (faixas 1-8, 10, 12, 15, 17-18, 20-21, 23-24, 29, 38-39), vocais de fundo
- Björn Ulvaeus – vocais principais (faixas 18, 20-21), co-vocal principal (faixas 1-2, 4), guitarra clássica, vocais de fundo
- Benny Andersson – sintetizador, teclados, vocais de fundo